# Heckscher-Ohlin-Modell
Das Heckscher-Ohlin-Theorem ist eine der einflussreichsten Theorien der Außenwirtschaftslehre. Sie stammt von zwei schwedischen Ökonomen, Eli Heckscher und Bertil Ohlin. Da diese Theorie auf das Zusammenwirken zwischen den Proportionen abstellt, in denen unterschiedliche Produktionsfaktoren in verschiedenen Ländern verfügbar sind, und den Proportionen, in denen diese in der Produktion unterschiedlicher Güter eingesetzt werden, wird sie auch Faktorproportionentheorie genannt. Das Heckscher-Ohlin-Theorem ist eines von vier zentralen Theoremen, die aus dem Heckscher-Ohlin-Modell abgeleitet wurden, neben dem Stolper-Samuelson-Theorem, dem Faktorpreisausgleichstheorem und dem Rybczynski-Theorem.

## Allgemeines
Die Kernidee des Heckscher-Ohlin-Modells wurde im Heckscher-Ohlin-Theorem zusammengefasst. Es gibt Aufschluss über die Struktur des Außenhandels, die sich aufgrund unterschiedlicher relativer Faktorausstattungen einstellt. Unter Faktorausstattung versteht man alle Produktionsfaktoren, die für eine Volkswirtschaft verfügbar und zur Produktion geeignet sind. Gemeint sind damit Arbeit und Kapital (klassische Inputfaktoren). Länder, die relativ viel von einem Produktionsfaktor (z. B. Kapital) besitzen, werden Güter, die diesen Faktor intensiv nutzen (also kapitalintensive Güter), exportieren. Beispielsweise ist Deutschland mit relativ viel Kapital ausgestattet, nutzt diesen Faktor intensiv und exportiert relativ viele Maschinen und Anlagen. Andererseits spezialisiert sich ein Land wie Brasilien, das über viele menschliche Arbeitskräfte verfügt, auf arbeitsintensive Güter wie Kaffee.

## Theoretische Entwicklung des Modells
Eine der frühen weltweit bekannten Theorien zur Außenwirtschaftstheorie erarbeiteten Adam Smith und David Ricardo. Ricardo erweiterte Smiths Ansatz der absoluten Kostenvorteile durch seine Theorie der komparativen Kostenvorteile. Die Ursachen für vorteilhaften Handel führte Ricardo auf unterschiedliche Produktionsfunktionen, d. h. auf Differenzen in der globalen Produktivität der Produktionsfaktoren in den verschiedenen Ländern, zurück. Von globaler Faktorproduktivität spricht man, wenn das Verhältnis zwischen Einsatzmenge aller Produktionsfaktoren (z. B. Boden und Kapital) und dem Produktionsergebnis gemeint ist. Produktionsfunktionen beschreiben die Abhängigkeit der produzierten Menge eines Gutes von der zu dessen Erzeugung nötigen Menge an eingesetzten Produktionsfaktoren. Unterschiedliche Produktionsfunktionen bedeuten, dass die Länder zu ungleichen Kosten und somit heterogenen Güterpreisen produzieren müssen. Ricardo schlussfolgerte, dass sich jedes Land nach Aufnahme von Außenhandel auf die Produktion desjenigen Gutes spezialisiert, bei dessen Erzeugung es einen komparativen Kostenvorteil, d. h. die absoluten Kostenunterschiede bei der Herstellung der einzelnen Produkte divergieren, besitzt. Überschüsse dieses Gutes werden gegen diejenigen Güter getauscht, bei deren Erzeugung es einen komparativen Kostennachteil hat.
Während Ricardos „Ein-Faktoren-Modell“ von einem einzigen Produktionsfaktor, Arbeit, ausging, nahmen Heckscher und Ohlin einen weiteren Produktionsfaktor in ihre Theorie auf, nämlich Kapital.
Das Modell wird klassischerweise auf Bertil Ohlins 1933 erschienene Abhandlung Interregional and International Trade zurückgeführt. Gleichwohl legte Ohlin bereits im Jahr 1924 in seiner nur in schwedischer Sprache vorgelegten und weniger rezipierten Dissertation Handelns Teori („Handelstheorie“) die Grundlagen des Modells vor. Einige Elemente der Theorie wurden dabei auch schon von Eli Heckscher in seinem Artikel The Effect of Foreign Trade on the Distribution of Income im Jahr 1919 begründet; Ohlin griff auf diese Arbeit für seine Dissertation zurück.

## Das 2×2×2-Modell
„Generell kann man sagen, dass in jeder Region reichliche Faktoren relativ billig und seltene Faktoren relativ teuer sind. Güter, die zu ihrer Produktion viel der ersteren benötigen und wenig von letzteren, werden im Austausch für Güter exportiert, die diese Faktoren in entgegengesetzter Proportion erfordern. Also werden reichlich angebotene Faktoren indirekt exportiert und knappe Faktoren importiert.“ B.Ohlin

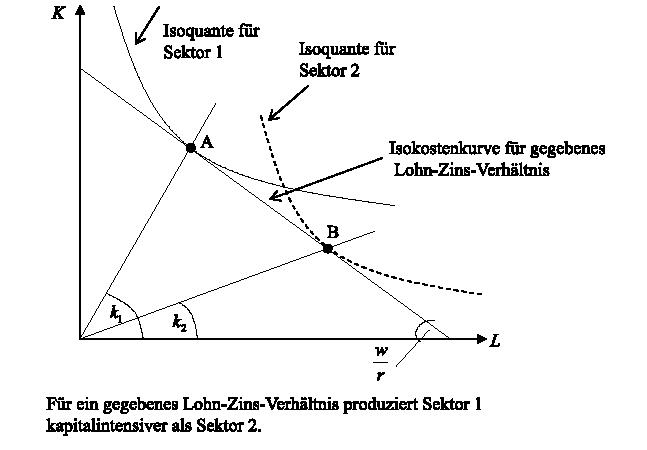
Darstellung der Isoquanten des Arbeits- und des Kapitalsektors

Dem Heckscher-Ohlin-Modell zufolge wird ein Land einen komparativen Vorteil bei dem Gut aufweisen, dessen Produktion intensiv in Bezug auf den Faktor ist, der in diesem Land reichlich vorhanden ist. Daher wird ein Land, das reichlich über Kapital verfügt, einen komparativen Vorteil bei kapitalintensiven Industrien aufweisen, wie etwa bei der Erdölverarbeitung.
Ein Land, das reichlich über Arbeitskraft verfügt, wird dagegen einen komparativen Vorteil in arbeitsintensiven Industrien aufweisen, wie etwa bei der Textilerzeugung.
Ein gutes Beispiel für die Gültigkeit des Heckscher-Ohlin-Modells ist der Welthandel mit Bekleidung. Bei der Produktion von Bekleidung handelt es sich um eine arbeitsintensive Aktivität: Es wird weder viel physisches Kapital benötigt, noch wird viel Humankapital in Form von gut ausgebildeten Arbeitnehmern gebraucht. Daher würde man erwarten, dass Länder, in denen der Faktor Arbeit reichlich vorhanden ist, wie etwa China und Bangladesch, einen komparativen Vorteil in der Textilindustrie aufweisen.
Außenhandel kommt zustande, wenn in Autarkie Unterschiede in den relativen Preisen vorliegen, d. h., wenn In- und Ausland bei unterschiedlichen Gütern Preisvorteile haben. Die einfachste Version der Faktorproportionentheorie ist das sogenannte 2x2x2-Modell. In dieser Version gibt es 2 Länder unterschiedlicher Faktorausstattungen (Inland und Ausland), 2 Faktoren (Arbeit und Kapital) und 2 Güter (entsprechend arbeits- bzw. kapitalintensiv in der Herstellung). Man unterscheidet in Faktorintensivität und Faktorreichtum. Die Faktorintensivität betrifft die beiden Industrien, der Faktorreichtum klassifiziert beide Länder.

### Zwei Länder
Beide Länder verfügen zwar über die gleiche Art Produktionsfaktoren (z. B. Arbeit und Kapital), weisen aber unterschiedliche relative Faktorausstattungen auf. Die Menschen in den Ländern weisen identische und homothetische Präferenzen auf. Durch die erste Eigenschaft wird sichergestellt, dass keine Handelsanreize aufgrund von Präferenzunterschieden bestehen, durch die zweite, dass die relativen Mengen der beiden Güter im Konsumoptimum nur von den Relativpreisen und nicht vom Einkommen abhängig sind. Die Präferenzen lassen sich beispielsweise durch eine Cobb-Douglas-Nutzenfunktion darstellen:
{\displaystyle U=C_{1}^{\beta }C_{2}^{1-\beta }}.

### Zwei Produktionsfaktoren

Zwei verschiedene Minimalkostenkombinationen. beschreibt ein Optimum einer möglichen arbeitsintensiven Technologie; analog eine kapitalintensive Technologie. Dargestellt sind Isoquanten, die sich aus der Produktionsfunktion ergeben.

Auf den Faktormärkten herrscht vollständiger Wettbewerb und im Gleichgewicht werden alle Produktionsfaktoren eingesetzt (Vollbeschäftigung). Auch international herrscht perfekter Wettbewerb: Weder Arbeit noch Kapital haben bei eingeschränkter Bereitstellung die Kraft, Preise oder Faktorraten zu beeinflussen. Beide Länder verwenden bei der Produktion identische Technologien mit konstanten Skalenerträgen. Das Faktorangebot ist unelastisch, das heißt unabhängig von den Faktorpreisen.
Kapital kann in jede Technologie aufgeteilt werden, sodass der industrielle Mix zwischen den Produktionstypen ohne Umrüstungskosten geändert werden kann. Zum Beispiel wird bei Ackerbau und Fischerei angenommen, dass Farmen verkauft werden und damit Boote gebaut werden können, ohne dass dabei Geld verloren geht.

### Zwei Güter
Es gibt ein kapitalintensives und ein arbeitsintensives Gut. Das heißt, jedes Gut wird mit unterschiedlicher Technologie hergestellt. Beide Länder haben also jeweils die identischen zwei unterschiedlichen Produktionstechnologien. Die Güter haben überall dieselben Preise. Jedes Gut für sich ist homogen, also immer von gleichbleibender Qualität.

### Faktormobilität
Die Faktoren sind innerhalb der Länder zwischen den beiden Sektoren vollständig mobil (Faktormobilität), während Faktorwanderungen zwischen den Ländern ausgeschlossen sind. Wie beim vergleichenden Vorteilsargument von Ricardo wird angenommen, dass eine Umverteilung von Faktoren ohne weitere Kosten geschehen kann. Wenn die zwei Produktionstechnologien der Ackerbau und die Fischindustrie sind, dann wird angenommen, dass Bauern als Fischer arbeiten können und umgekehrt, ohne dass weitere Kosten entstehen.
Die internationale Immobilität der Faktoren ist notwendig, um langfristigen Handel zu erklären. Könnte beispielsweise Kapital überall frei investiert werden, wird der Wettbewerb (der Investitionen) die Kapitalmengen weltweit ausgleichen. Hauptsächlich würde ein freier Handel bei den Investitionen einen weltweiten Investment-Pool bedeuten. Auch Bewegungen des Faktors Arbeit sind nicht vorgesehen. Dies würde zu einer Angleichung der relativen Menge der zwei Produktionsfaktoren führen.
Die nationale Faktormobilität und gleichzeitig internationale Faktorimmobilität sind strenge Annahmen des Modells.

### Weitere allgemeine Annahmen
Es gibt keine Einschränkungen beim Handel durch Zölle und keine Marktkontrolle (Kapital ist unbeweglich, aber die Rückführung von ausländischen Verkäufen kostenlos). Für den Handel der Güter fallen keine Transportkosten an. Wenn zwei Länder unterschiedliche Währungen haben, beeinflusst dies das Modell in keiner Weise. Da es keine Transaktionskosten oder währungsbedingten Verluste gibt, werden Güter im Ausland zum gleichen Preis angeboten wie im Inland.
In Ohlins Zeit war das eine ziemliche Vereinfachung, aber ökonomische Veränderungen und ökonometrische Erfahrungen seit den 50er Jahren zeigten, dass lokale Preise von Gütern mit den Einkommen in Beziehung stehen (obwohl das weniger zutrifft bei Handelsgütern).
Keines der Länder spezialisiert sich trotz des Anreizes des komparativen Vorteils bei internationalem Handel auf nur ein einziges Gut. Die Produktionskosten seien gleich den langfristigen Preisen, welche für beide Länder identisch sind. Dies hat einen Ausgleich der Güterpreise zur Folge. Bei einem ausgewogenen Handel dürfen die Wirtschaftsausgaben die Einnahmen nicht übersteigen. Diese Restriktion wird sich jedoch durch die Definition des Faktorreichtums ändern.
Der Welthandel sei frei von Behinderungen wie Zölle und Austauschkontrollen, sowie frei von Transportkosten.
Güter- und Faktormärkte sind durch eine freie und vollständige Konkurrenz gekennzeichnet. Weiterhin sind die Wirtschaftssubjekte Preisnehmer und über sämtliche Marktgeschehen informiert.

## Gleichgewichte

### Autarkie

Autarkie-Gleichgewichte zweier Länder A und B. Dargestellt sind deren Transformationskurven.

Als Referenzwert wird diejenige Situation ohne Handel definiert (Autarkie). Jedes Land wird hier eine optimale Minimalkostenkombination finden, die ihre Möglichkeiten (Transformationskurve) mit ihrem Ziel (Indifferenzkurven) in Einklang bringt. Im Autarkiefall wird das Land also seine Produktion selbst konsumieren: das heißt in den Punkten {\displaystyle A^{A},A^{B}}, entspricht Produktion dem Konsum und es findet kein Handel statt. Es wurde angenommen, dass die Transformationskurve keine lineare Funktion ist, d. h. die Opportunitätskosten entlang der Kurve sind nicht konstant.
Im Optimum entsprechen die Opportunitätskosten dem relativen Preis von Gut 1.

### Handel

Autarkie-Gleichgewichte und Handelsgleichgewicht zweier Länder A und B. Dargestellt sind deren Transformationskurven und Indifferenzkurven (orange).

Kommt es zum Handel zwischen zwei Ländern, wird jedes Land das relativ faktorintensive Gut noch mehr produzieren (vgl. Punkte {\displaystyle P^{A},P^{B}}), um diesen Überschuss zu exportieren. Es kann entsprechend mehr vom anderen Gut importieren, sodass das neue Gleichgewicht außerhalb der individuellen Transformationskurven liegt (vgl. Punkte {\displaystyle C^{A}=C^{B}}). In diesem Modell hat Freihandel also auch weiterhin Vorteile für die Beteiligten.

## Schlussfolgerungen aus dem Basismodell
Das Heckscher-Ohlin-Theorem ist ein wichtiger Bestandteil der modernen Außenwirtschaftstheorie. Es dient zum einen zur Erklärung des interindustriellen Handels, d. h. desjenigen Teils des Handels, bei dem ein Land, Güter einer Branche exportiert, und im Gegenzug Güter einer anderen Branche importiert. Zum anderen zeigt es, welche Auswirkungen die Aufnahme von Außenhandel bzw. die Beeinflussung der entsprechenden Handelsströme durch wirtschaftspolitische Maßnahmen langfristig auf verschiedene Gruppen innerhalb eines Landes hat.

### Klassische Theoreme im HO-Modell
Basierend auf den Annahmen des Modells, wurden wichtige Ergebnisse als Theoreme formuliert.
1. Heckscher-Ohlin-Theorem: Ein Land exportiert das Gut, dessen Produktion den Faktor relativ intensiv nutzt, der in dem Land relativ viel vorhanden ist, und importiert das Gut, dessen Produktion den Faktor relativ intensiv nutzt, der in dem Land relativ wenig vorhanden ist.
2. Stolper-Samuelson-Theorem (1941): Handel führt zu höherer Entlohnung der reichlich vorhandenen Faktoren.
3. Faktorpreisausgleichstheorem (1948): durch Handel gleichen sich Faktorpreise an (und die Güterpreise).
4. Rybczynski-Theorem (1955): Faktorwanderung erhöht den Output des Sektors, der diesen Faktor intensiv nutzt.

### Weitere Spezialaussagen
Kommen bestimmte Rohstoffe ausschließlich in einem Land vor, dann exportieren diese Länder die entsprechenden Güter in jene Länder, die diese Produkte nachfragen, aber selbst nicht herstellen können. Das Modell erklärt also auch Handel im Extremfall, dass es nur ein Gut gibt.
Im Falle identischer Technologie und Faktorausstattungen kann es beim Vorliegen homogener Güter dennoch zu Handel kommen, wenn sich die Nachfrageverhältnisse unterscheiden (unterschiedliche Präferenzen).

## Empirische Überprüfung und Kritik
Bei einer empirischen Überprüfung der Faktorproportionentheorie für die USA stellte Wassily Leontief 1953 fest, dass die USA entgegen dieser Vorhersage vorwiegend arbeitsintensive Güter exportierten und kapitalintensive importierten (sog. Leontief-Paradoxon). Das Leontief-Paradoxon löste eine Vielzahl von empirischen Folgestudien zum Widerspruch zwischen Empirie und Theorie aus.
Eine Lösung dieses Paradoxons fand Leontief, indem er unterschiedliche Qualitäten von Arbeit und Kapital unterschied: Die USA exportierten Güter, für deren Produktion man gut qualifizierte Arbeitskräfte benötigt, während die importierten Güter einen zwar großen, aber technisch nicht sehr anspruchsvollen Kapitalstock erforderten. Dies führte zur Formulierung der Neo-Faktorproportionentheorie.
Eine Erweiterung der Idee stellt das Faktorpreisausgleichstheorem bzw. Stolper-Samuelson-Theorem dar. Weiterhin versuchte Stuffan B. Linder mit der Linder-Hypothese, Schwächen des Heckscher-Ohlin-Modells auszubessern.
Generell lassen empirische Untersuchungen jedoch den Schluss zu, dass dieses Theorem den Handel zwischen Industrie- und Entwicklungsländern weitaus besser abbildet, als den Handel zwischen Industrieländern, die sich meist in geringerem Maße bezüglich ihrer Faktorpreise unterscheiden.

## Modellerweiterungen
Das Modell wurde seit den 30er Jahren von vielen Ökonomen erweitert. Diese Entwicklungen änderten die fundamentale Rolle von variablen Faktorverhältnissen im internationalen Handel nicht, aber es fügte dem Modell verschieden reale Aspekte (z. B. Zollabkommen) hinzu in der Hoffnung die Voraussagekraft des Modells zu erhöhen oder es zu einem mathematischen Mittel zu machen, mit dem makroökonomische Probleme untersucht werden können.
Wichtige Beiträge kamen von Paul A. Samuelson, Roland Jones und Jaroslav Vanek, sodass diese Varianten manchmal als Heckscher-Ohlin-Samuelson-Modell oder Heckscher-Ohlin-Vanek-Modell bezeichnet werden.
Die Version 2x2x2 entspricht der einfachsten Modellierung im HO-Modell. Eine Modellvariante mit mehreren Faktoren und mehreren Gütern wurde unter anderem von Harry Bowen, Edward Leamer und Leo Sveikauskas entwickelt (1987).
Daniel Trefler (1995) entwickelte eine Variante für Länder unterschiedlicher Produktionstechnologie.